# Agendă
O agendă este un carnet cu foi asemănător unui calendar, în care se notează lucrările care urmează să fie făcute la anumite date. Agendele tipărite consistă în general dintr-un calendar, un jurnal, o carte de adrese, pagini albe etc. Odată cu apariția telefoanelor celulare la capătul secolului al XX-lea și începutul secolului al XXI-lea, agendele tradiționale tipărite au început să fie înlocuite de aplicații informatice pe smartphone.